# Parteš
Parteš (in serbo Партеш?, Parteš; in albanese Partesh) è un comune del Kosovo nel distretto di Gjilan. Il comune è stato istituito il 19 agosto 2010, staccandone il territorio dal comune di Gjilan. È abitato da serbi, e nel 2013 la sua popolazione era stimata in 5 300 abitanti.

## Geografia antropica
Oltre alla cittadina di Parteš, il comune è costituito da due villaggi:
- Donja Budriga
- Pasjane

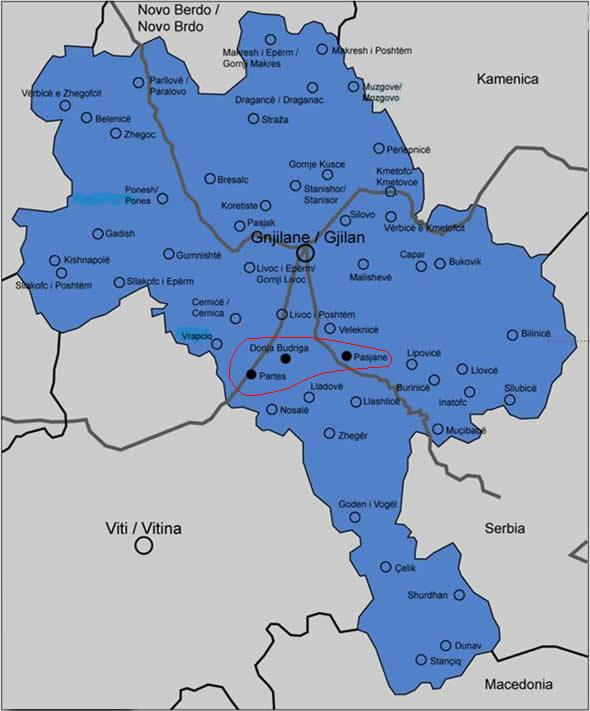
Parteš, quando faceva parte del comune di Gjilan.
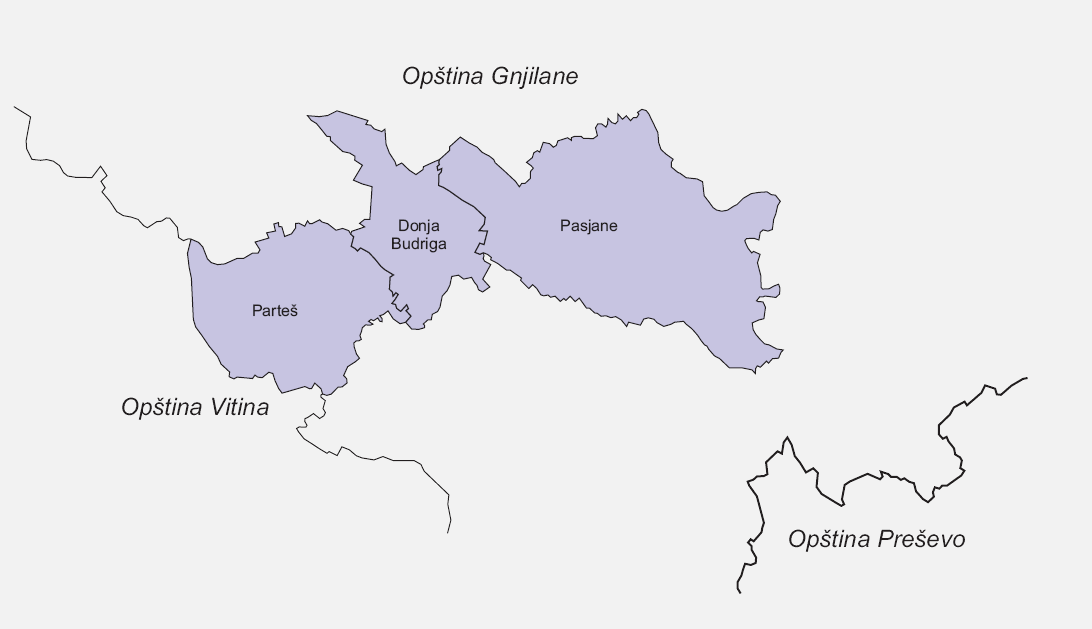
Suddivisione del comune di Parteš.

## Monumenti e luoghi d'interesse
Ci sono quattro chiese ortodosse serbe entro i confini comunali. Delle rovine di edifici religiosi medievali costituiscono mete di pellegrinaggio.

## Società
Il comune di Parteš è abitato quasi esclusivamente da persone appartenenti all'etnia serba. Lo European Centre for Minority Issues (ECMI)  ha calcolato, sulla base di stime del 2010 e del 2013, che la popolazione del comune sia di 5 300 abitanti, il 99,96% dei quali serbi.
Secondo il censimento del 2011, i cui dati non sono affidabili a causa del parziale boicottaggio da parte dei serbi e delle altre minoranze, il centro abitato di Parteš contava 478 abitanti, tutti serbi (100%); il comune contava 1 787 abitanti, dei quali 1785 erano serbi (99,9%).
Parteš è una delle enclavi serbe del Kosovo (situate al di fuori della zona a maggioranza serba del Kosovo del nord), assieme ad altri cinque comuni: Gračanica, Štrpce, Novo Brdo, Ranilug e Klokot. È previsto che venga inclusa nella Comunità dei comuni serbi prevista dagli accordi di Bruxelles del 2013.